# Del Rio, Texas
Del Rio là một thành phố thuộc quận Val Verde, tiểu bang Texas, Hoa Kỳ. Năm 2010, dân số của xã này là 35591 người.

## Dân số
- Dân số năm 2000: 33867 người.
- Dân số năm 2010: 35591 người.